# Frits Rijkens
Frederik (Frits) Rijkens (Sappemeer, 18 maart 1889 – Groningen, 18 mei 1998) was vanaf 12 juli 1994 de oudste levende man van Nederland, na het overlijden van Jan de Winter. Hij heeft deze titel 3 jaar en 310 dagen gedragen.
Tijdens zijn werkzame leven was hij landbouwer in het Noord-Drentse dorp Tynaarlo, waar hij zich bezighield met het kweken en veredelen van aardappelrassen.
Nadat hij in het bejaardenverzorgingshuis in Vries was komen wonen, presteerde hij het om tot na zijn honderdste verjaardag zijn geboortedorp regelmatig per fiets te bezoeken: een afstand van ca. 5 km.
Rijkens overleed op de leeftijd van 109 jaar en 61 dagen. Zijn opvolger was Jan Pieter Bos.